# Oscar Zeta Acosta
Oscar "Zeta" Acosta Fierro (abril de 1935 – desaparecido em 1974) foi um advogado, autor e ativista mexicano-americano do movimento chicano. Ele escreveu os romances semi-autobiográficos Autobiography of a Brown Buffalo (1972) e The Revolt of the Cockroach People (1973), e era amigo do autor americano Hunter S. Thompson, que o caracterizou como um advogado samoano de peso, Dr. Gonzo, em seu romance de 1971 , Medo e Delírio em Las Vegas. Acosta desapareceu em 1974 durante uma viagem ao México e é dado como morto.